# San José Chinantequilla
San José Chinantequilla är en ort i delstaten Oaxaca i södra Mexiko. Orten hade 507 invånare år 2010 och ligger 85 km från Oaxaca de Juárez.